# Cadillac Type 51
Cadillac Type 51 – samochód osobowy produkowany przez amerykańskie przedsiębiorstwo motoryzacyjne Cadillac w roku 1914.

## Dane techniczne Cadillac Model 51

### Silnik
- R4 5150 cm³[1]
- Układ zasilania: b.d.
- Średnica cylindra × skok tłoka: b.d.
- Stopień sprężania: b.d.
- Moc maksymalna: 70 KM (52,1 kW)[1]
- Maksymalny moment obrotowy: b.d.

### Osiągi
- Przyspieszenie 0–80 km/h: b.d.
- Przyspieszenie 0–100 km/h: b.d.
- Prędkość maksymalna: 100 km/h[1]